# Alpen-Mannsschild
Der Alpen-Mannsschild (Androsace alpina), auch Gletscher-Mannsschild, ist eine Pflanzenart, die zur Gattung Mannsschild (Androsace) in der Familie der Primelgewächse (Primulaceae) gehört.

## Beschreibung

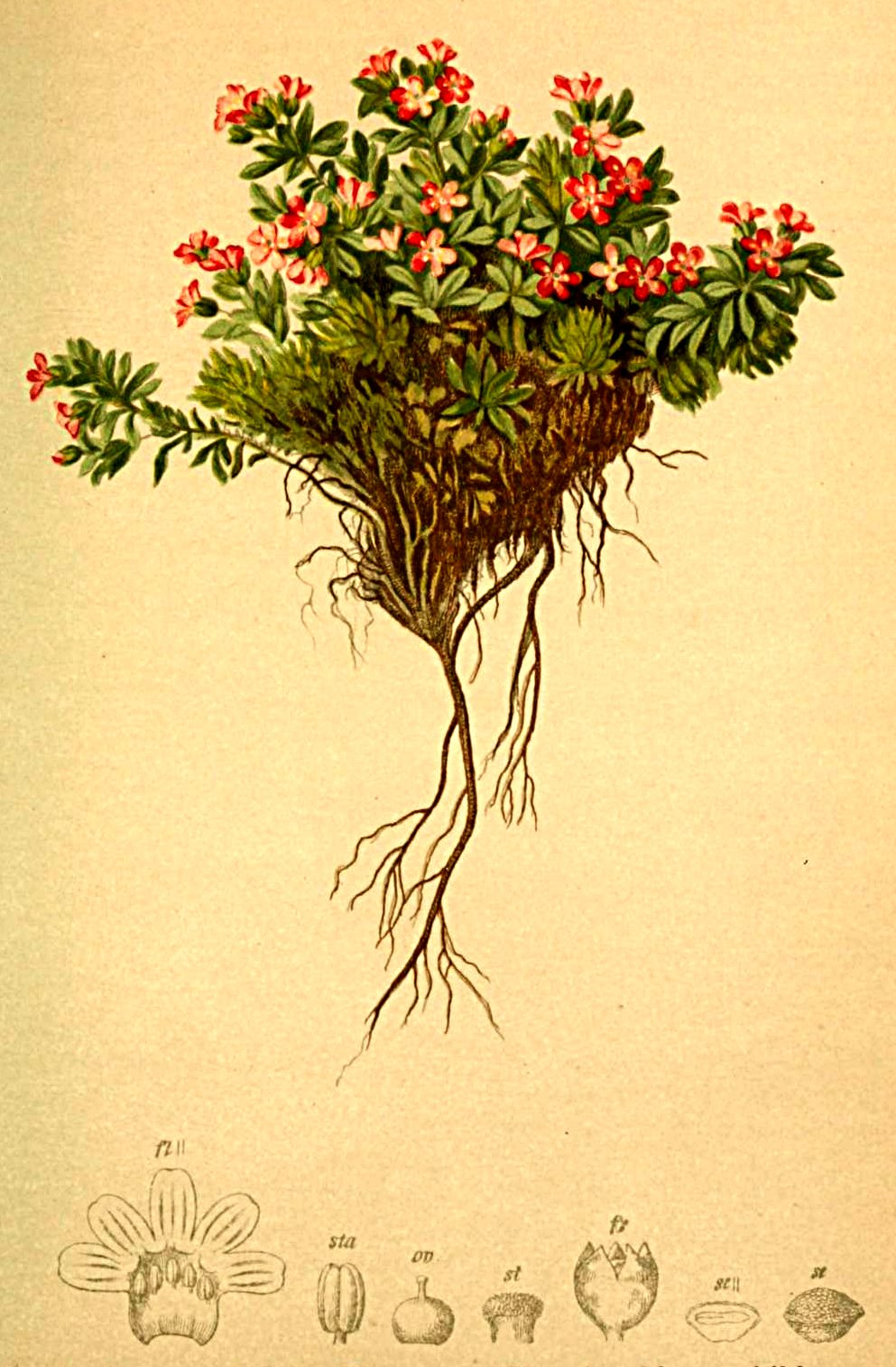
Illustration aus Atlas der Alpenflora

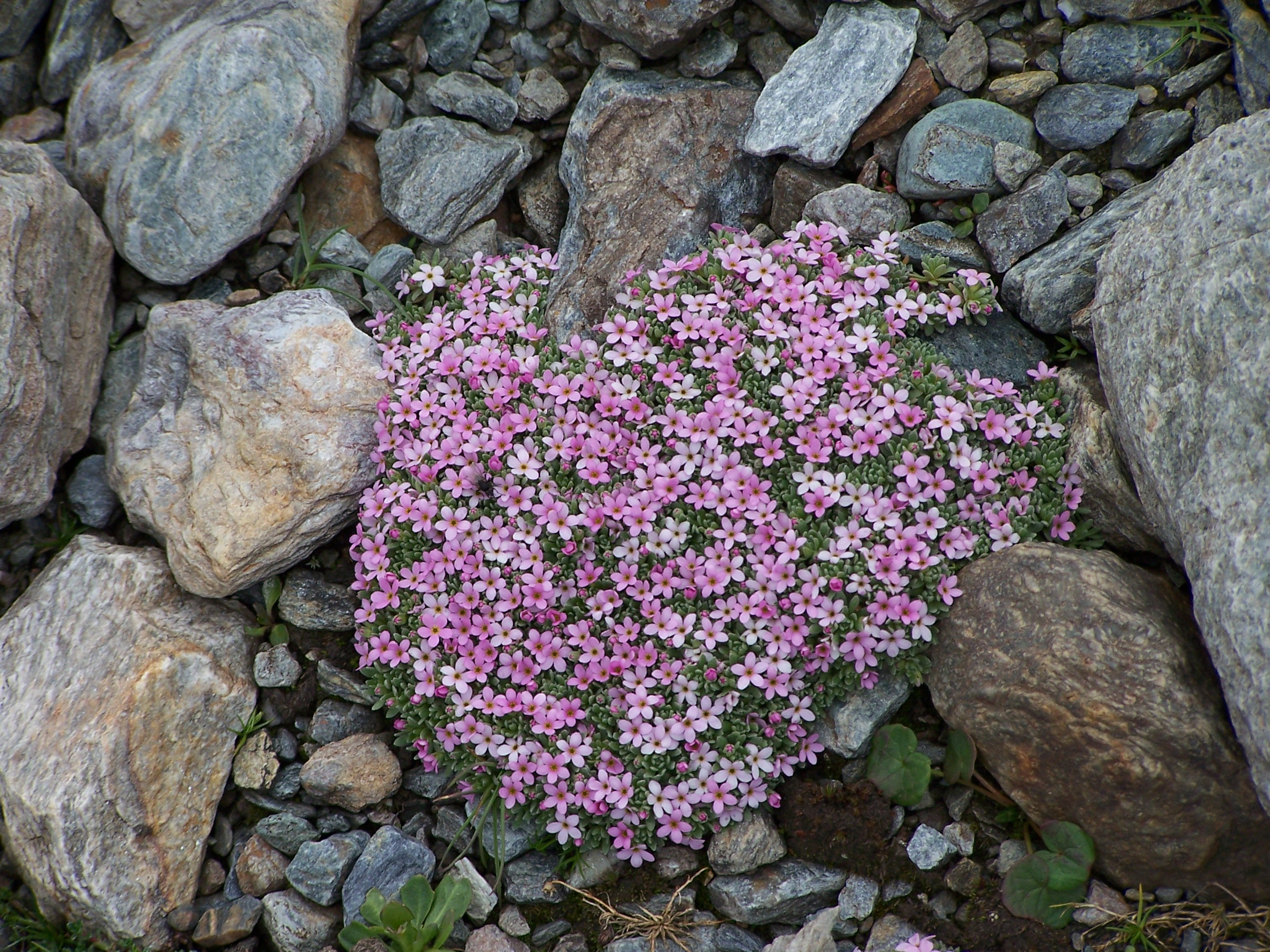
Habitus

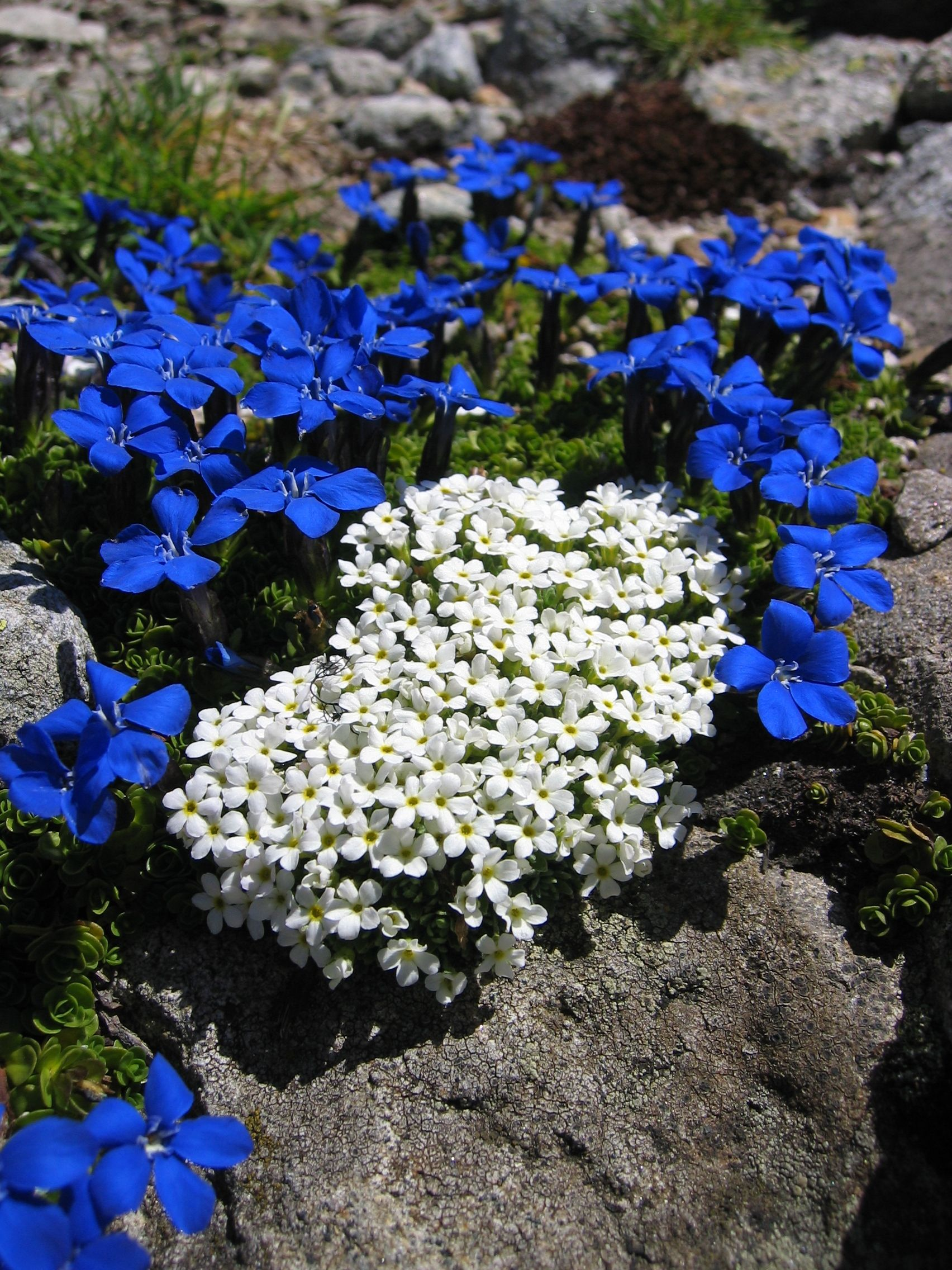
Alpen-Mannsschild am Großen Hafner in den Hohen Tauern umgeben vom Bayerischen Enzian (Gentiana bavarica var. subacaulis)

### Vegetative Merkmale
Der Alpen-Mannsschild  wächst als ausdauernde krautige Pflanze und bildet einen 1 bis 3 Zentimeter hohen, lockeren Rasen oder flache Polster. Die Pflanzenteile sind mit den zwei- bis achtstrahligen Sternhaaren überzogen.
Die sind Laubblätter in einer grundständigen Blattrosette angeordnet. Die Blattspreite ist bei einer Länge von 3 bis 6 Millimetern länglich-eiförmig bis lanzettlich und nur am Rand, am oberen Ende sowie auf der Unterseite behaart.

### Generative Merkmale
Die Blütezeit reicht von Juni bis August. Die einzeln stehenden Blüten sind kurz gestielt und überragen die Laubblätter kaum oder nur wenig.
Die zwittrigen Blüten sind radiärsymmetrisch und fünfzählig mit doppelter Blütenhülle. Die fünf Kelchblätter sind bis etwa zur Hälfte ihre Länge verwachsen und es sind fünf schmal-lanzettliche Kelchzipfel vorhanden. Die Krone besitzt einen Durchmesser von 7 bis 8 Millimeter und ist rosafarben oder weiß, aber in jedem Fall mit gelbem Schlundring.
Die Chromosomenzahl beträgt 2n = 40.

## Ökologie
Nach Beobachtungen von Josias Braun-Blanquet entwickelte der Alpen-Mannsschild am Piz Linard in einer Höhenlage von 3400 Metern noch reife Früchte. Am Monte Vago in den Livigno-Alpen beobachtete er auch in einer Höhenlage von 3000 Metern noch Fliegen als Bestäuber.

## Vorkommen
Der Alpen-Mannsschild ist ein Endemit der Alpen, insbesondere in den Silikatketten. Sein Areal reicht von der Dauphiné bis Kärnten und die Steiermark. Er fehlt in Bayern. In Österreich kommt er zerstreut bis selten in den Bundesländern Steiermark, Kärnten, Salzburg, Tirol, Vorarlberg (Oberösterreich ungeklärt) vor.
Diese kalkmeidende Pflanzenart gedeiht hauptsächlich auf feuchten, lange mit Schnee bedeckten Böden, Schutt und Fels. Der Alpen-Mannsschild  gedeiht in Höhenlagen von 2200 bis 4200 Metern und gehört somit zu den zehn am höchsten steigenden Alpenpflanzen. Die Höhenlage von 4200 Metern erreicht er am Matterhorn. Der Alpen-Mannsschild ist namensgebend für die Alpen-Mannsschildhalde: Androsace alpina ist eine Charakterart des Androsacetum alpinae aus dem Verband Androsacion alpinae.
Die ökologischen Zeigerwerte nach Landolt et al. 2010 sind in der Schweiz: Feuchtezahl F = 4 (sehr feucht), Lichtzahl L = 5 (sehr hell), Reaktionszahl R = 2 (sauer), Temperaturzahl T = 1 (alpin und nival), Nährstoffzahl N = 1 (sehr nährstoffarm), Kontinentalitätszahl K = 2 (subozeanisch).

## Taxonomie
Die Erstveröffentlichung erfolgte 1753 unter dem Namen (Basionym) Aretia alpina durch Carl von Linné in Species Plantarum, Tomus I, S. 141. Die Neukombination zu Androsace alpina (L.) Lam. wurde 1778 durch Jean-Baptiste de Lamarck in Lamarck und Candolle: Flore Française, Band 3, S. 642 veröffentlicht. Ein weiteres für Androsace alpina (L.) Lam. ist Androsace tiroliensis F.Wettst.

## Trivialnamen
Für diese Art gibt es in Österreich, im Zillertal und im Pinzgau auch den Trivialnamen Blauer Speik.